# Roderick Finlayson (maire)
Pour les articles homonymes, voir Roderick Finlayson et Finlayson.
Roderick Finlayson (16 mars 1818-20 janvier 1892) est un officier de la Compagnie de la Baie d'Hudson (HBC), fermier et homme d'affaires pionnier de la Colombie-Britannique au Canada.
Finlayson est maire de la ville de Victoria de 1877 à 1878.

## Biographie
Né près du Loch Alsh du Kyle of Lochalsh en Écosse, Finlayson naît dans une famille pauvre et fait ses études dans l'école paroissiale locale avant d'immigrer à New York en juillet 1837. Avec l'aide d'un parent implanté sur place, il obtient un poste d'apprenti commis pour la HBC à Lachine dans le Bas-Canada et rejoint sur place deux de ses oncles Nicol Finlayson et Duncan Finlayson. Par la suite, il est transféré au Fort-Coulonge sur la rivière des Outaouais en 1837. Sur place, il apprend à faire la traite avec les populations autochtones et les bûcherons.. 
L'année suivante, il est transféré à Fort William (l'actuel Thunder Bay en Ontario) et, en 1839, il prend pars à l'expédition mené par Jean Baptiste (John) McLoughlin pour se rendre dans l'ouest et prendre possession du segment russe du territoire loué à la HBC. Avec James Douglas, il parvient à régler la question à l'amiable. 
Après des affectations à Fort Stikine et à Fort Simpson, la compagnie décide de concentrer ses efforts dans le sud de l'île de Vancouver et Finlayson débute l'établissement du Fort Victoria (en) à titre de commandant en second en 1843.
Alors que les possessions britanniques en Amérique du nord sont établies au nord du 49e parallèle, la HBC abandonne ses installations de Vancouver dans le futur État de Washington au profit de Victoria.
En 1849, il épouse Sarah Work, fille métisse du commerçant de fourrure John Work (en).
À l'aide de conditions favorables de la HBC pour l'achat de terres, Finlayson fait l'acquisition d'un lot de 100 acres dans le secteur actuel de Rock Bay (en). Finlayson continue son travail dans la compagnie en servant comme trésorier et agent-principal. Après un congé pour visiter l'Écosse en 1861, il quitte l'entreprise en 1872 pour se concentrer sur l'exploitation agricole de ses terres.
Élu maire de Victoria, c'est sous son mandat que débute la construction de l'Hôtel de ville de Victoria (en) en 1878. 
Il quitte la vie publique et meurt à Victoria en janvier 1892 à l'âge de 73 ans et est inhumé au cimetière Ross Bay. Pour avoir été l'un des premiers à voir l'érection de Victoria dès son début, le chroniqueur et historien John Thomas Walbran (en) lui donne le titre de Père de Victoria.

## Hommage
Plusieurs lieux sont nommés en son honneur dont:
- Finlayson Arm[6]
- Finlayson Point[5]
- Mont Finlayson (en)[7]
- Île Roderick (en)[8]